# Eragrostis domingensis
Eragrostis domingensis är en gräsart som först beskrevs av Christiaan Hendrik Persoon, och fick sitt nu gällande namn av Ernst Gottlieb von Steudel. Eragrostis domingensis ingår i släktet kärleksgrässläktet, och familjen gräs. Inga underarter finns listade i Catalogue of Life.